# Porta di Santa Lucia
La Porta di Santa Lucia era una porta che si apriva lungo il tratto orientale del tracciato medievale delle mura di Grosseto.
La sua ubicazione era presso il Cassero Senese, che ha incorporato la struttura preesistente. La denominazione della porta fu conferita dalla vicina chiesa di Santa Lucia, che fu abbattuta durante i lavori per le mura medicee del XVI secolo.

## Storia
La porta di Santa Lucia costituiva uno dei quattro accessi alla città di Grosseto in epoca medievale, quello rivolto a oriente e che prendeva il nome dalla chiesa qui documentata dal 1076. Molto probabilmente costruita alla fine del XIII secolo, successivamente all'abbattimento delle mura grossetane imposto da Siena come atto di sottomissione nel 1244, la presenza della porta è documentata in alcune carte del 1309 e del 1310. L'intera area prospiciente la porta era conosciuta nel XIV secolo come «agio di Santa Lucia». Tra il 1344 e il 1345 vennero condotti importanti interventi di ristrutturazione per volere della Repubblica di Siena, con l'edificazione del Cassero Senese, che finì per inglobare la porta la quale si apriva sotto la struttura con arco a sesto acuto.
In seguito ai lavori di ampliamento e ricostruzione delle mura voluti dai Medici (1565-1571), l'area della porta e del Cassero fu interessata dalla realizzazione della cittadella fortificata del bastione Fortezza, su progetto di Baldassarre Lanci. La chiesa di Santa Lucia venne demolita, mentre la porta con il Cassero finì inglobata in quello che prese il nome di baluardo di Santa Lucia, con conseguente interramento parziale della porta stessa.

## Descrizione
La Porta di Santa Lucia, pur non essendo più una porta di accesso al centro storico, è ancora ben visibile analizzando il complesso del Cassero Senese, dove si apre come una doppia porta chiusa in alto su entrambe le facciate da due archi, con quello ribassato che costituisce la base per il soprastante arco a sesto acuto che rievoca il gusto gotico dell'epoca di costruzione.
Nella lunetta compresa tra i due archi è collocato lo stemma senese, aggiunto al termine della realizzazione del cassero.